# Josefa Toledo de Aguerri
Josefa Emilia Toledo Murillo conocida como Josefa Toledo o también Josefa Toledo de Aguerri (Juigalpa, 21 de abril de 1866 - Managua, 27 de abril de 1962) fue una pedagoga y pionera del sufragismo y el feminismo en Nicaragua. Fue la fundadora de las primeras organizaciones feministas de Nicaragua. También fue miembro de organizaciones internacionales como la Liga Internacional de Mujeres Ibéricas e Hispanoamericanas  y la Unión de Mujeres Americanas. En 1950 fue designada por la Comisión Interamericana de Mujeres como "Mujer de las Américas".
En 1918 fue fundadora de la Revista Femenina Ilustrada (1918-1920) la primera en su género en Centroamérica, en la que trasladaba su lucha por el derecho de las mujeres a estudiar y a ser autónoma y de Mujer Nicaragüense.
Ha sido reconocida como precursora del Movimiento Feminista Nicaragüense y madre de la educación nicaragüense por la Asamblea Nacional en 2010. Su papel fue clave en la historia de su país a finales del siglo XIX y principios del siglo XX en la defensa de los derechos de las mujeres, reclamando derechos patrimoniales, laborales y educación para las mujeres, y asegurando la educación secundaria secular para las niñas y en la lucha por el derecho al voto femenino.

## Biografía
Josefa Emilia Toledo Murillo nació en Juigalpa, el 21 de abril de 1866. Su padre era comerciante y ganadero. Falleció de repente cuando ella apenas tenía tres años por lo que su madre, Engracia Murillo, tuvo que trabajar duro para mantener a los cuatro hijos. Con esfuerzo su madre envió a Josefa a Masaya donde la maestra Paulina Vega logró que se interesara en las clases. Tras completar primaria regresó a Juigalpa. Tras leer un folleto del Colegio de Señoritas de Granada explicó a su madre que quería ser maestra.
Logró una beca y en 1883 fue una de las primeras estudiantes en ingresar en el Colegio de Señoritas secular de Granada fundado en 1882 por el presidente Joaquín Zavala para formar a mujeres como profesoras de primaria y secundaria desde una perspectiva laica. Estudiaban ciencias, artes industriales, pedagogía, filosofía y literatura todo en inglés ya que el profesorado era de Estados Unidos, en su mayoría profesores protestantes. Josefa se graduó con honores en 1887 y sus profesoras recomendaron incorporarla como docente al colegio iniciando así a los 21 años su carrera como profesora. cuatro años después fue nombrada directora y entre 1891 y 1897 administró el Colegio de Señoritas de Granada apoyando a sus alumnas para continuar en el estudio como mecanismo de emancipación femenina. Entre sus alumnas estuvieron Elba Ochomogo, la primera nicaragüense que concluyó estudios universitarios, y Concepción Palacios, la primera nicaragüense y la primera centroamericana doctora en medicina.
Entre 1897 se hizo cargo del Colegio de Señoritas de Managua dejando su puesto de directora a los 34 años en 1900, cuando se casó con el español Juan Francisco Aguerri. Con Aguerri tuvo dos hijas, Inés y Esperanza y Josefa quería educarlas en una escuela propia. Aspiraba además a tener un horario flexible para atender a su esposo y a los dos hijos del mismo de un matrimonio anterior. Gestionó entonces un jardín de infancia anexo a su casa. A medida que sus hijas fueron creciendo intensificó de nuevo sus actividades educativas en secundaria y formación del profesorado sin abandonar su interés por los jardines de infancia. En su propio Colegio fundado en 1912 creó un jardín de infancia en el que implementaba los métodos educativos de Maria Montessori.
En 1907 dirigió la Escuela Normal de Señoritas hasta 1910 cuando tras un cambio de gobierno los conservadores llegaron al poder y fue destituida por razones ideológicas.  Su posición liberalista secular y sus posiciones feministas la convirtieron en persona no grata de la nueva administración. Optó entonces por abrir en 1912 su propia escuela privada:  el nuevo Colegio de Señoritas de Managua que permaneció abierto hasta 1937 formando a centenares de profesoras.
En 1918 fundó la Revista Femenina Ilustrada cuyo lema era "Todo para la mujer" en la que impulsaba campañas a favor del derecho de las mujeres a la educación y al voto, y una educación sexual científica para promover la maternidad consciente y responsable. Más tarde, en 1929-30, publicó la revista, Mujer nicaragüense.
En 1919 fundó la Escuela Femenina de Prensa una escuela nocturna para mujeres trabajadoras urbanas financiada por periódicos del occidente de Nicaragua con casi trescientas alumnas matriculadas en los primeros meses. El plan de estudios se centró en matemáticas, lectura y escritura además de dedicar un día a actividades culturales. Dado el éxito el propio Ministerio de Educación decidió participar también parcialmente en su financiación.
En 1924 fue nombrada directora general de Instrucción Pública. Por primera vez en la historia de Nicaragua, una mujer accedió a tan alto cargo público, pero por su actitud independiente y cuestionadora no permaneció mucho tiempo en el cargo. En esa época ella misma viajó a áreas remotas para evaluar la calidad de la educación rural y realizó disertaciones para mejorarla.
Toledo era miembro de organizaciones feministas internacionales como la Liga Internacional de Mujeres Ibéricas e Hispanoamericanas
En 1933 asumió la presidencia de la Cruzada de Mujeres Nicaragüenses y fue abanderada del sufragismo nicaragüense. En 1939 fue la responsable de trasladar a la Asamblea Constituyente la reclamación del derecho al voto de las mujeres una petición rechazada por la mayoría de los diputados somocistas.
En 1936 Toledo junto a un grupo de miembros de la organización feminista Liga Internacional de Mujeres Ibéricas e Hispanoamericanas (LIDMI) –su filial en Nicaragua fue la Liga Feminista Nicaragüense, creada en 1932– y la Cruzada de Mujeres Nicaragüenses crearon el Centro Femenino de Cultura Obrera.
En 1937, cuando contaba setenta y un años años, inauguró y asumió la dirección de la Normal Central de Señoritas de Managua, que digirió durante una década hasta 1947 cuando se retiró de la docencia a los ochenta y un años aunque se mantuvo activa hasta su muerte en círculos académicos y feministas.
En 1950, en reconocimiento a su compromiso y trabajo, fue reconocida como Mujer de las Américas por la Comisión Interamericana de Mujeres.

## Fallecimiento
Falleció en Managua, el 27 de abril de 1962 a los 96 años de edad.

## Forjadora de la pedagogía moderna en Nicaragua
Durante casi cincuenta años Josefa Toledo estuvo al frente de cinco colegios diferentes para mujeres jóvenes en Nicaragua. Salvo la primera, el Colegio de Señoritas secular de Granada en la que ella misma se formó cuando era adolescente, fue ella misma quien las fundó. Su propio Colegio de Señoritas (1912), la Escuela Femenina de Prensa (1919), la Escuela Normal de Señoritas; el Colegio de Señoritas Técnico-Práctico y el Kindergarten Modelo. Se preocupó por no sólo por la educación de las mujeres en general sino que hizo hincapié en la formación de mujeres en las zonas rurales y en la formación de las mujeres trabajadoras.
El plan de estudios de los colegios fundados por Toledo incluía matemáticas, ciencias naturales, literatura, teatro, contabilidad, fotografía y educación física. Estas escuelas además eran focos de eventos culturales, intelectuales y sociopolíticos del país. Por otro lado las primeras graduadas de la Universidad de Nicaragua fueron las antiguas alumnas de Toledo, por lo que su influencia fue notoria. Entre los eventos organizados estaba la interpretación de obras teatrales con textos que la propia Josefa Toledo escribía. En algunas de las obras como Fiesta de Santo Domingo se requería además aprender bailes tradicionales rescatando el folklore de Nicaragua.
En su trabajo y sus publicaciones teorizó de forma implícita sobre la llamada educación participativa o interactiva.
Éstas, en el campo específicamente pedagógico, postulaban la rehabilitación de las Escuelas Normales (la de varones, fundada en 1908 y la de señoritas, en 1910); la necesidad de establecer un Consejo Nacional de Instrucción Pública; el concepto "nuevo" de escuela como esfuerzo dirigido, perfeccionamiento progresivo, fe en sí mismo, esperanza en la realización de los ideales y abnegación para un exceso de trabajo en favor de los demás, entre otras cosas.

## Pionera del sufragismo y el feminismo en Nicaragua
Implicada en las luchas feministas de su tiempo, Josefa Toledo defendía para las mujeres los mismos derechos que los varones: estudiar, trabajar, ser profesionales, votar en las elecciones, participar en la vida política o estar en puestos de dirección. El colegio que dirigió era el único en el que las mujeres podían obtener su bachillerato para luego acceder a la universidad.
Este posicionamiento tuvo su difusión en las publicaciones periódicas Revista Femenina Ilustrada (1918-1920) de la que fundadora y Mujer Nicaragüense (1929-1930). Asimismo, su Enciclopedia Nicaragüense (1932) da fe de su faceta de promotora cultural. De ésta se editó el Segundo Tomo, pues el primero fue destruido por el terremoto de Managua de 1931.
Josefa Toledo fue abanderada de las primeras voces demandando el voto femenino en Nicaragua entre las que se encuentran también la primera dama del liberalismo y presidente de la Liga Feminista de Nicaragua, Angélica Balladares de Argüello, así como María A. Gámez, hija y discípula del historiador José Dolores Gámez, y Doña María Cristina Zapata Malais, todas de tendencia liberal.
Se autodefinía como una feminista conservadora, pero sus planteamientos eran demasiado liberales o “atrevidos”, tomando en cuenta  la  época que le tocó vivir, señala en su análisis sobre el voto femenino en Nicaragua la periodista investigadora Rosario Montengro.  En 1938 planteaba: “Una de las características del feminismo es considerar a la mujer idónea para encontrar en ‘sí misma su medio y su fin’. Poder vivir con independencia del hombre si así lo quiere, y ganarse la vida” 
Een 1939 presentó en nombre de la LIDMI y de Cruzada una petición a la Asamblea Constituyente para reclamar los Derechos de la Mujer como Ciudadana de la República:

En nombre de la justicia y de la razón venimos un grupo de mujeres nicaragüenses, como representativas de las mujeres del país, a pediros interpretéis fielmente nuestra manera de pensar y sentir respecto a nuestros derechos como ciudadanas de la República… Pedimos que sean incorporadas a la Constitución los siguientes derechos de la mujer:

A igual tratamiento político que el hombre
A gozar de igualdad en el orden civil
A las más amplias oportunidades y protección en el trabajo y
Al más amplio amparo como madres

Esto lo demandan: la mujer del pueblo…, la mujer de la clase media…, la mujer intelectual o de alta clase

## Publicaciones
Josefa Toledo escribió sobre pedagogía, era una ensayista teórica de la enseñanza y fue autora de teatro escolar. Cultivó también, la crónica de viaje y la biografía breve, el editorial y el artículo divulgativo en las revistas que fundó:
- Ideales y sentimientos patrióticos (1927)
- Puntos críticos sobre enseñanza nicaragüense (1933)
- Temas pedagógicos (1935)
- Anhelos y esfuerzos (1935)
- Educación y feminismo (1940)
- El hogar y la escuela como factores en la elaboración de una paz futura y perdurable (1951)
- Apreciación de la mujer nicaragüense (2019) [Presentación, notas y datos biográficos: Alexander Zosa-Cano]. Juigalpa: Fondo Editorial Letras Chontaleñas.
- Temas Pedagógicos. (2020) [Introducción y datos biobibliográficos de Alexander Zosa-Cano]. (2da. Ed) Managua: Alcaldía de Managua.
- Informe de Josefa Toledo de Aguerri como directora General de II. PP. Al ministro del Ramo (2020)  [Nota introductoria de Alexander Zosa-Cano]. Revista Temas Nicas, (142), pp. 130-136.
- Anhelos y esfuerzos. (2022) (2da ed.). [Edición, estudios y datos bibibliográficos de Alexander Zosa-Cano]. Juigalpa: Fondo de Ediciones Espiral.
- Personificación de la historia de Managua. (2022) (2da ed.). [Estudio preliminar de Alexander Zosa-Cano]. Managua: Alcaldía de Managua.
- Colegio de Señoritas de Managua en 1898. (2022) [Presentación de Alexander Zosa-Cano]. Revista de la Academia de Geografía e Historia de Nicaragua. (89), 193-202.
- El hogar y la escuela como factores en la elaboración de una paz futura y perdurable (2024) [Edición, estudios y notas de Alexander Zosa-Cano] — Juigalpa: Fondo de Ediciones EspiraL.

## Curiosidades
Se la conocía por "Doña Chepita" y prefería vivir "en donde la justicia tuviera su mejor representatividad". 
Declaraba a Cervantes y a Darío, respectivamente, "el prosista y poeta predilectos". 
Chopin era su músico más admirado y Murillo, el español, su pintor más afín. 
Tenía un libro de Pestalozzi de cabecera y el héroe de la vida real que más admiraba era el sacerdote Mariano Dubón (1861-1934). 
Su heroína por antonomasia: Rafaela Herrera; su aversión particular, la hipocresía; y su lema: "Todo por la patria, la familia y el honor".[cita requerida]

## Reconocimientos
Como reconocimiento a su trabajo pedagógico en 1935, se decidió erigir un monumento. Estaba prevista la construcción de un templete con un medallón que llevaría el Busto de la educadora levantado en el Parque Infantil, ahora Parque Rubén Darío. Se iniciaron actividades culturales para recauadar fondos para construirlo pero finalmente se acabó erigiendo únicamente un busto, inaugurado el 7 de enero de 1940 por el presidente Anastasio Somoza García. 

### Mujer de las Américas
En 1950, se le otorgó el reconocimiento continental de "Mujer de las Américas", siendo la única nicaragüense merecedora de este reconocimiento otorgado también a  Gabriela Mistral, Minerva Bernardino, Eleanor Roosevelt y Carrie Chapman. Con motivo de la concesión del reconocimiento, intelectuales, amigos y admiradores, le dedicaron un "Libro de Oro", entre ellos el unionista centroamericano Salvador Mendieta, Modesto Barrios, el historiador Sofonías Salvatierra, Ramón Romero, Hernán Rosales, Hildebrando A. Castellón, el profesor y biógrafo de Darío Edelberto Torres Espinoza, el intelectual Guillermo Rotschuh Tablada y quien fuese ministro de Educación Modesto Armijo.

### Otros reconocimientos
Existe un busto dedicado a la Educadora Josefa "Chepita" Toledo de Aguerri, ubicado en costado este del Parque Central de Managua frente a las ruinas de la antigua Catedral de Managua. Está hecho de Cemento armado con dimensiones de 59 cm de alto X 41 cm de ancho y 18 cm de largo. El 25 de abril de 1965, un camión embistió el Busto, arrancándolo de su pedestal. Recuperado fue depositado en el colegio que llevaba su nombre, aceptando la empresa propietaria del vehículo pagar los gastos de su restauración.

### Reconocimientos póstumos
Tanto en Nicaragua como en otros países de Latinoamérica muchos centros de enseñanza llevan su nombre.
En 2005 se estableció como Patrimonio Histórico de la Nación la casa natal de Josefa Toledo.